# Twentieth Anniversary Macintosh
Twentieth Anniversary Macintosh（TAM、20周年記念マック、以下TAMと表記）は、1997年にApple Computer（現Apple）の創業20周年を記念して限定販売されたパーソナルコンピュータ。
開発コードネームはSpartacus（スパルタカス）またはSmoke and Mirrors（スモーク＆ミラー）、Pomona（ポモナ）。

## 概要
TAMの希望小売価格は当初7,499USドル（日本の当初直販価格は88万8,000円）で、アメリカ合衆国、日本、イギリス、フランス、ドイツの5カ国のみで12,000台の限定発売だった。
TAMには、3年間のハードウェア保証（パーツ料と技術料）・ピックアップ＆デリバリーサービス・通話料無料の電話サポート（ハードウェアとMac OS）・コンシエルジュと呼ばれた出張設置サービス（希望者のみ）という、四つの手厚いサポートが用意されていた。
日本における設置サービスは、当時のアップル正規サービスプロバイダーの日本NCR等が担当していた。
Appleの創業者であるスティーブ・ウォズニアックとスティーブ・ジョブズにもこのマシンが贈られ、1990年代後半にウォズニアックが自身のオフィスに設置したウェブカメラにはウォズニアックの机にこのコンピュータが置かれているのが映っていた。しかし一方のジョブズは、このマシンを好まず窓から投げ捨てたといわれているが、真偽は定かでない。

## 歴史
TAMはApple Computerの創業20周年を記念して1997年に発売される（ただし実際の創業20周年にあたる日は1996年4月1日）。
1997年1月7日にサンフランシスコで開催されたMacWorld Expoで、希望小売価格と3月20日のリリース（予約受付）が発表される。日本では4月25日に発表会で予約受付開始がアナウンスされている。その際、生産が12,000台に達した時点で金型は廃棄するとも発表している。
実際の出荷は同年6月に開始され、1998年3月で生産を終了している。

## 仕様とデザイン
デザインは、IDEOとApple社内のIDGによるもの。それぞれの担当者は、深澤直人とジョナサン・アイブである。
TAMは、ディスプレイ一体型の本体、サブウーファーと電源を収めたベースユニット、トラックパッド付きのキーボードという三つで構成される。Appleの1990年代中期のPower Macintoshラインナップ（ディスプレイ一体型のPerformaシリーズを含む）や他社製のPCは、主にベージュ色の筺体を使用していたが、TAMはメタリックグリーンとゴールドの筐体が特色となっている。その独特な外観は、パーソナルコンピューティングが実現していく将来性のビジョンを表わすようにデザインされた。
新たに設計されたロジックボード（マザーボード）には、PowerPC 603e 250MHzのプロセッサを搭載。デスクトップ型のMacとしては初めて液晶ディスプレイ（12.1インチのアクティブマトリクスLCDを採用し、ATI 3D Rage IIと2MBのVRAMで、解像度は800x600か640x480の16ビットカラーに対応する。さらに本体正面には4倍速の松下電器製CD-ROM（SCSI接続）、本体右側面にはApple製FDドライブのSuperDrive、TV/FMチューナーなどを備える。ATAハードディスクは2.5インチ2GBであり遅い。
拡張スロットとして、7インチのPCIスロットと通信用拡張カードスロット（Apple Communication slot II）がある。後に、SonnetやNewerTechnologiesが製作したPowerPC G3アップグレードオプションは、レベル2 キャッシュスロットを使用して500MHzにすることができた。ただしこれらのオプションを使うためには全て、本体背面のパネルを外してマシンの奥行きに数インチ追加する「hunchback」カバーに取り替える必要があったため、TAMのスリムなデザインを犠牲にする必要があった。

### サウンドシステム
TAMでは高音質のサウンドを提供するために、音響機器メーカーのボーズと提携してAcoustimass サウンドシステムを搭載。ネオジウム合金製の2インチJewelスピーカー（エンクロージャーは深さ2.5インチ）を中高音域用として本体両脇部分に埋め込み、低音用のサブウーファーを本体とは独立したベースユニットとして用意された。ベースユニットには、本体の電源装置も内蔵されている。
起動音はTAM限定のものが設定されている。

### キーボード
専用のADBキーボードには、レザー仕様のパームレストがある。マウスが付属しない代わりにApple トラックパッド（タッチパッド）が付属している。パームレストの中央にあるトラックパッドは任意に着脱可能で、外した部分にキーボード底面に付属しているレザーカバーを挿入して埋めることができる。キーボードを使わない場合は、本体の筐体の下に収納できるが、トラックパッドは出たままになる。
その他の入力機器としては、リモコン（Apple製のTV/FMチューナーカードの標準形）が付属しているが、筺体のフロントパネルにも音量調整・CDプレイバック・明るさ・コントラスト調整・Mac/TVモード切り替えに対応したボタンがある。

### 対応OS
プリインストールされたオペレーティングシステムは、Mac OS 7.6.1の専用バージョン（System Enabler 704）。最大のアップグレードはMac OS 9.1まで。サードパーティー製のプロセッサアップグレードカードおよびXPostFacto 4.0ソフトウェアを使うことで制限付きながらMac OS Xの幾つかのバージョンを動作させることができる。

## 評価
発売当初は7,499ドルだったが、販売時期も中頃に差し掛かると3,500ドルに値下げされ、1998年3月の生産終了時には1,995ドルで投げ売りされた。Apple製コンピュータはほとんどが発売から1年間で生産を終えていたため、1997年3月発売のTAMがこの時期に打ち切られたのは特に珍しいことではないが、販売数が12,000台分に達したとのアナウンスはされていない。1997年にAppleに復帰したスティーブ・ジョブズは、抜本的な改革としてTAM生産完了と同時期にNewton MessagePadの事業も終了させている。
広告キャンペーンが賞を取るほど好評だったにもかかわらず売れなかったのは、単に性能に対して値段が高過ぎたためとされる（ほぼ同スペックのPower Macintosh 6500は2,999ドルで販売されていた）。PC Watchの記事では「スペックそのものだけを取り上げれば、とりたてて見るべきものはない」と評されており、MACPOWER 1997年10月号の記事では、同程度のスペックを持つMac（40万円台半ば）とサウンドシステム（10万円程度）より25万円以上高くなるTAMは「かなり高価」であると指摘していた。
一方で、デザインについては、「インテリア用のオブジェといってもおかしくない美しいデザイン」（PC Watch）、「秀逸なオリジナルデザイン」（MACPOWER）と評価しており、1997年度のグッドデザイン賞も受賞した。

### 販売終了後
当時はあまり売れなかったが、収集家の間での人気は高い。2010年現在、箱付きの完動品は1,000ドル以上で取引されている。
Appleとスピーカーメーカー（当初はボーズ、後にハーマン・カードン）の共同作業は他の幾つかの製品開発でも行われた。

## 登場作品
- バットマン & ロビン Mr.フリーズの逆襲 - 執事のアルフレッド・ペニーワースと姪のバーバラ・ウィルソンとの会話のシーン等に登場する。